# Dzsidda
Dzsidda (arabul: جدّة, Ǧidda, IPA: [ˈ(d)ʒɪd.da], angolos átírásban: Jedda, Jiddah, Jidda, Juddah) szaúd-arábiai város a Vörös-tenger partvidékén. Az ország nyugati részének legnagyobb; az országban Rijád, a főváros utáni második legnépesebb városa. Lakosainak száma az elővárosokkal együtt megközelíti a négymilliót. A közép-keleti ország kereskedelmi központjának tartják Délnyugat-Ázsia leggazdagabb városát.

## Földrajz
A város az Arab-félsziget nyugati partjának középső részén helyezkedik el a Vörös-tenger partján. Úgy is emlegetik, mint a „Vörös tenger hídja” , mert gazdasági és turisztikai központja Szaúd-Arábiának. Nagy az átmenő forgalma Mekka, a muszlimok szent városa felé.

## Történelem
A város helyén már 3000 évvel ezelőtt is éltek halászok. Az arab törzsek körülbelül 2500 évvel korábban jelentek meg és hivatalosan 646-ban Oszmán ibn Affán (644–656) muzulmán kalifa alapította a várost. A város egészen 1916-ig az Oszmán Birodalomhoz tartozott a független Hidzsáz részeként.
Fellendülését a kereskedelmi tevékenység felélénkülésének köszönheti. A városban elsősorban nem az olajkereskedelmet, hanem az ország jóléti beszerzéseit bonyolítják és ezért a világra legnyitottabb Szaúd-Arábiai metropolisz.

## Közlekedés
A várost érinti a 2018-ban átadott, Medinát Mekkával összekötő Haramain HSR nagysebességű vasútvonal.

## Neves személyek
- itt született I. Abbász egyiptomi alkirály,
- Oszáma bin Láden, militáns iszlamista, az al-Káida terrorszervezet egyik feltételezett alapítója,
- Majed Mohammed Abdullah, labdarúgó,
- Idi Amin, néhai ugandai diktátor itt hunyt el száműzetésben

## Galéria

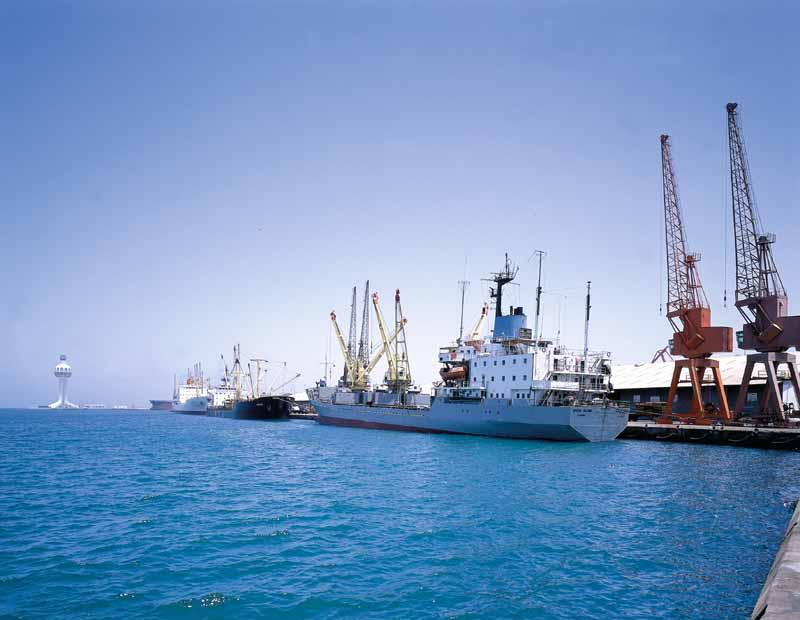
Dzsidda kikötőrészlet
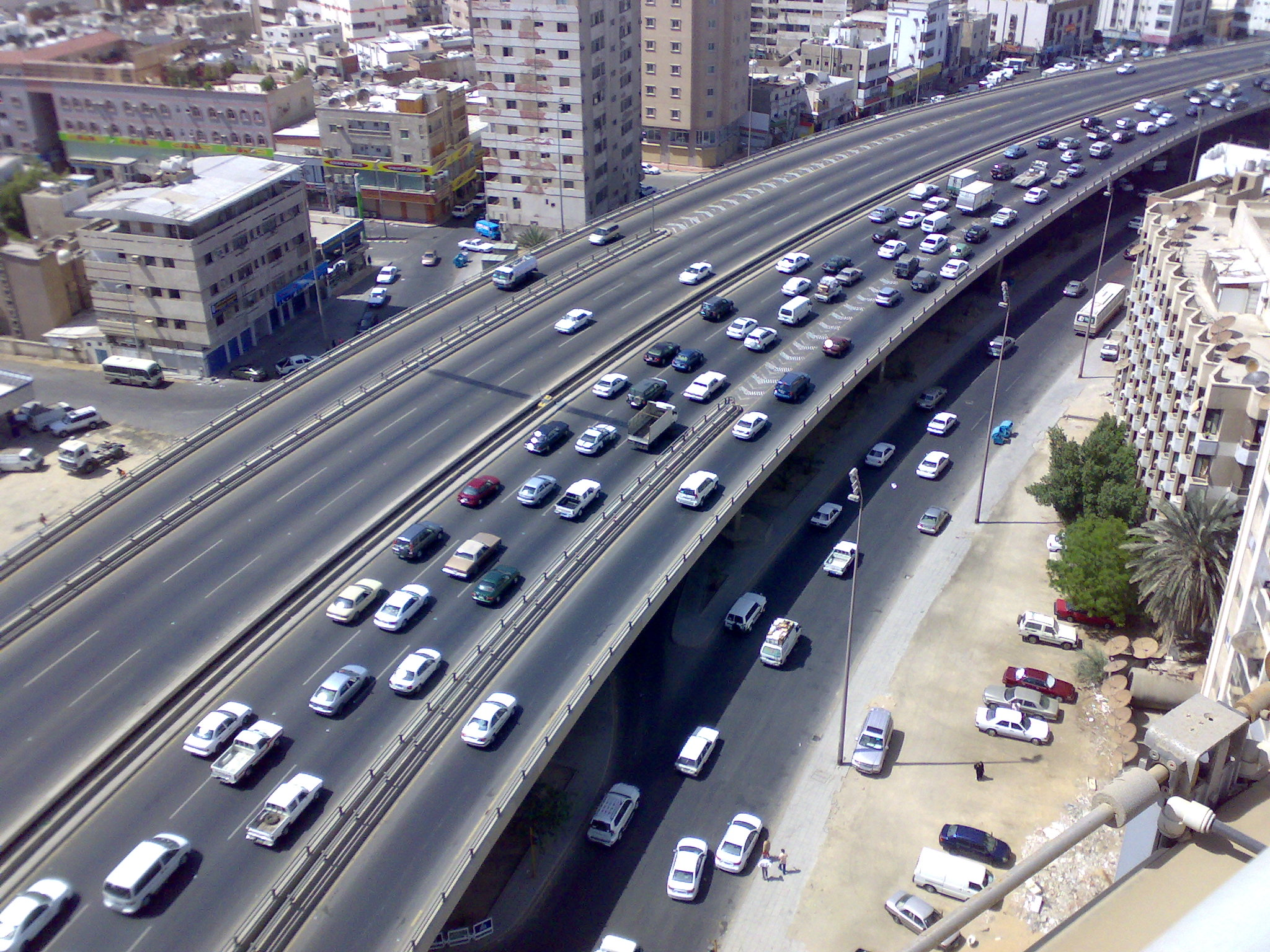
Városkép
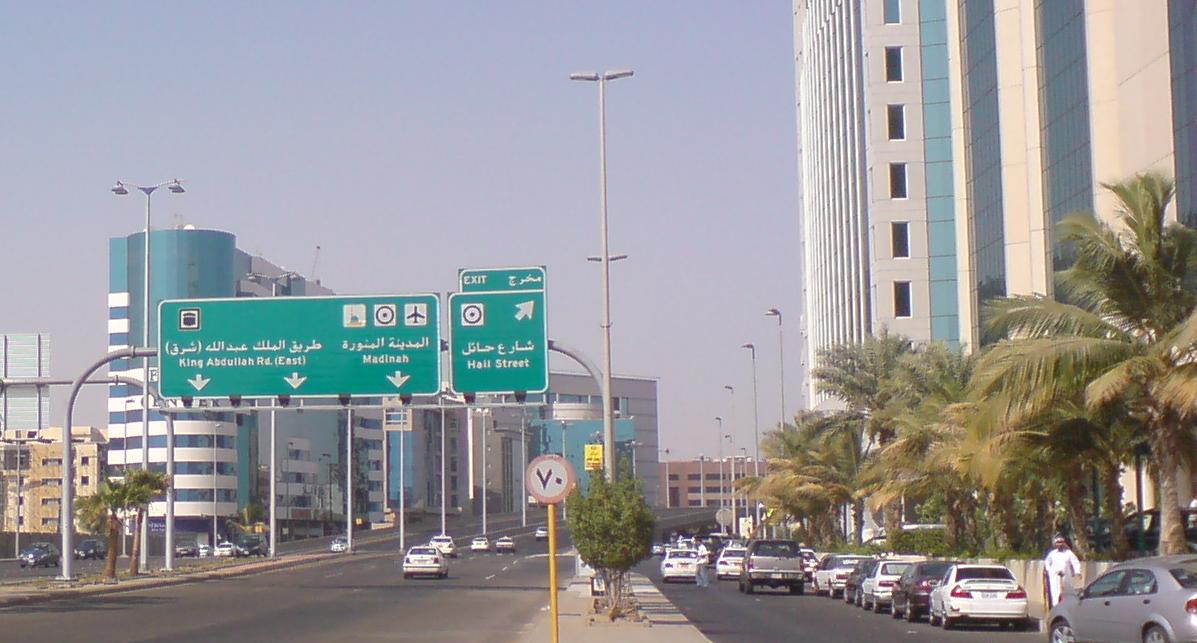
Abdullah király útja
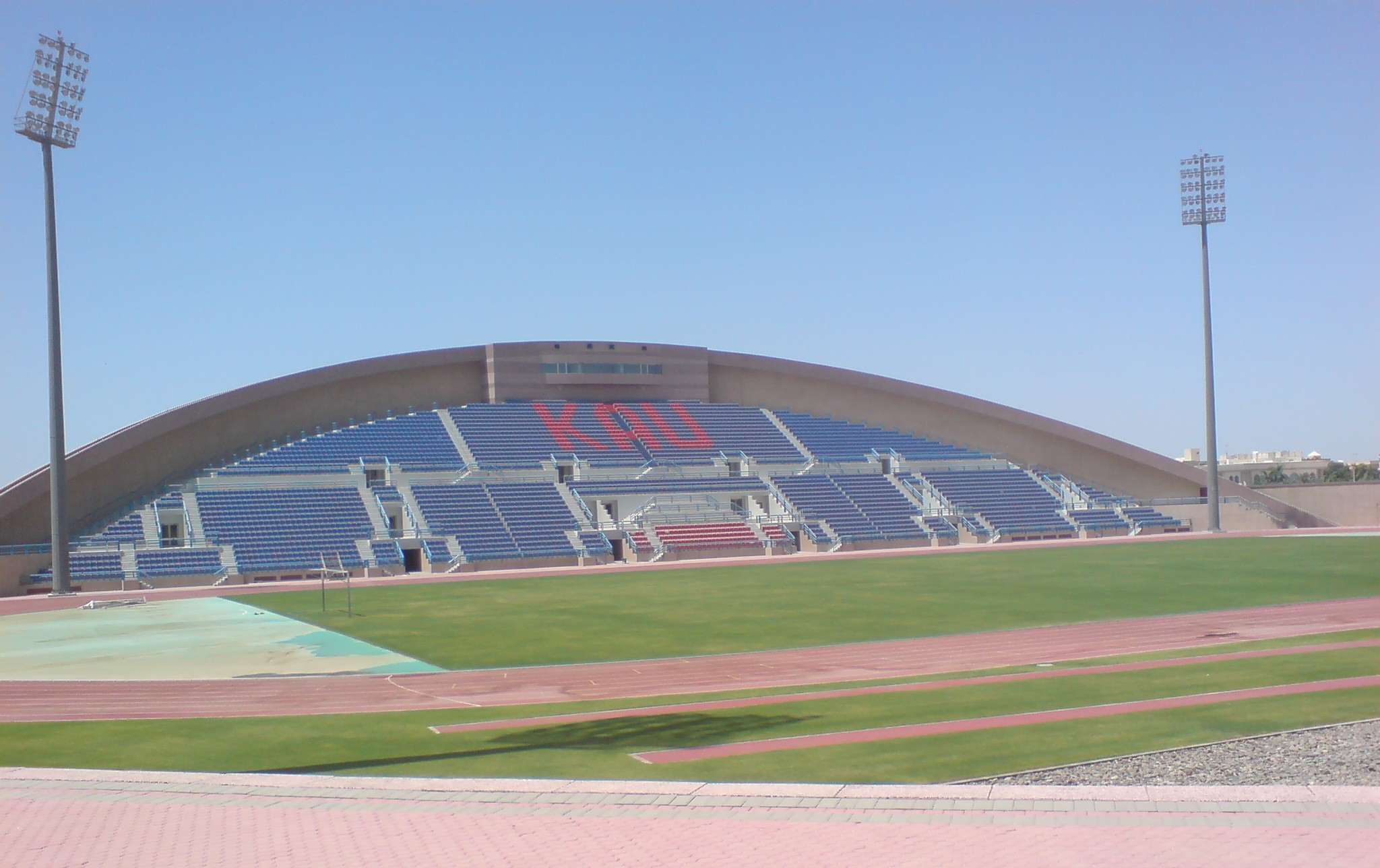
KAU Stadion

## Testvértelepülések
| - Almati, Kazahsztán - Ammán, Jordánia - Alexandria, Egyiptom - Kairó, Egyiptom - Stuttgart, Németország - Dubaj, Egyesült Arab Emírségek - Jakarta, Indonézia - Isztambul, Törökország - Adana, Törökország - Szentpétervár, Oroszország - Kazany, Oroszország - Karacsi, Pakisztán | - Mary, Türkmenisztán - Odessza, Ukrajna - Os, Kirgizisztán - Plovdiv, Bulgária - Casablanca, Marokkó - Rio de Janeiro, Brazília - Johor Bahru, Malajzia - Simonoszeki, Japán - Strasbourg, Franciaország - Bakı, Azerbajdzsán - Hszian, Kína |